# Karapetê Xaço
Karapetê Xaço, auch Gerabêtê Xaço oder Karabêtê Xaço (armenisch Կարապետ Խաչո, osmanisch کراپت خاچو, * 3. September 1900 oder 1903 bzw. 1908 in Bileyder bei Batman, Osmanisches Reich; † 15. Januar 2005) war ein armenischer Sänger traditioneller kurdischer dengbêj-Musik.
Karapetê Haço wurde im Dorf Bileyder (heute Binaltı, Provinz Batman) als Sohn einer armenischen Familie geboren. Er erlebte die Auslöschung seines Dorfes während des Völkermordes an den Armeniern 1915 mit. Karapetê Xaço und sein Bruder Abraham sowie seine Schwestern Manuşak und Xezal überlebten nur deshalb, da ein türkischer Soldat nach der Ermordung seiner Eltern sagte: Lass sie uns freilassen und erlauben, zu gehen. Seine Kenntnisse des Kurmandschi und sein Talent retteten ihn vor der Ermordung.
Bereits im jungen Alter erwarb er sich eine Vorliebe für Musik und sang alte kurdische Volkslieder, die über Generationen weitergegeben wurden. Er war fast 15 Jahre Söldner in der Französischen Fremdenlegion. Er heiratete 1936 als Legionär Yeva von der Azizyan-Familie in der syrischen Stadt Kamischli. Sie hatten vier Töchter und einen Sohn. Er und seine Familie gingen in die Armenische Sozialistische Sowjetrepublik und siedelten sich im Jahre 1946 in Jerewan an. Er schrieb seine Erlebnisse über den Völkermord nieder. Karapetê Xaço arbeitete für den kurdischsprachigen Dienst von Radio Eriwan und war unter dem kurdischen Volk sehr beliebt.
Xaço wurde zu einem der größten Erzähler der Dengbêj-Musik, die zumeist eine Geschichte erzählt.
Xaço sang die traditionellen Lieder, "Ay lo mîro", "Adullê", "Çume Cizîre", "Xim ximê" und "Lê dayikê". Seit er sie aufnahm, werden Variationen dieser Lieder von zahlreichen zeitgenössischen Künstlern aufgenommen.

## Dokumentarfilm
- Mehmet Aktaş, Dengekî Zemanê Bere: Karapêtê Xaço: Voice from the Past (Belgium: Medya TV, 2000).